# Krigsåret 2000

## Pågående krig
Eritreansk-etiopiska kriget (1998–2000)
- Eritrea på ena sidan
- Etiopien på andra sidan

## Händelser

### Februari
- 6 februari – Rysslands president Vladimir Putin hävdar att striden om Groznyj är över medan ryska flaggan vajar på en administrativ byggnad i staden, som är totalt sönderbombad efter alla ryska anfall.[1]
- 9 februari – PKK meddelar att man beslutat avbryta sina väpnade aktioner, och skall fortsätta sin kamp för ett fritt Kurdistan med fredliga medel.[1]
- 13 februari – Två franska Kforsoldater skottskadas då serber och kosovoalbaner öppnar eld mot varandra i Mitrovica.[1]
- 27 februari – Kforsoldaterna i den vid floden Ibar mellan serber och albaner delade staden Mitrovica, möts av stenkastning och våldsamma protester då de i en razzia söker efter vapen och misstänkta våldsmän.[1]

### Mars
- 1 mars – EU:s nybildade militära kommitté håller sitt första sammanträde i Bryssel, med målet att till år 2003 bygga upp en militär insatsstyrka på 60 000 soldater från medlemsländerna. I praktiken måste en styrka på 200 000 soldater vara tillgänglig för att garantera tillräckliga reserver för avbyten.[1]
- 4 mars – Det nästan 100 år gamla svenska Kustartilleriet skall byta namn till Amfibiekåren, då man efter svenska försvarsbantningar inte längre förfogar över tungt artilleri.[1]
- 5 mars – Kforsoldater i Bosnien och Hercegovina griper Dragoljub Prcač, ställföreträdande chef för Omarskalägret 1992–1995, som i sin frånvaro åtalats av FN:s krigsförbrytartribunal i Haag för övergrepp på civila fångar.[1]
- 7 mars - I en intervju med svenska TV-programmet Striptease berättar USA:s förre försvarsminister Caspar Weinberger att NATO-ubåtar gjort intrång på svenska vatten under 1980-talet för att "testa" Sveriges försvarsförmåga. Uppgifterna avfärdas av dåvarande försvarsstabschefen, viceamiral Bror Stefenson som hävdar att det handlade om genomfart utan föranmälan.[1]
- 14 mars – Nya väpnade aktioner i Kongo-Kinshasa har drivit en kvarts miljon människor på flykt, rapporterar FN:s biståndsarbetare. Totalt har en miljon personer flytt sedan stridigheter mellan olika milisgrupper började 1998.[1]
- 16 mars – 1 500 lettiska krigsveteraner som stred med SS-förband under andra världskriget genomför sin kontroversiella årliga procession genom Riga, på årsdagen av då två SS-förband 1944 för första gången stred mot sovjetiska Röda armén.[1]
- 20 mars – FN:s krigsförbrytartribunal i Haag inleder en historisk rättegång mot tre bosnienserbiska militärbefäl, åtalade för att ha våldtagit muslimska kvinnor under Bosnienkriget 1992–1995. Därmed betecknas för första gången sexualbrott som brott mot mänskligheten.[1]

### April
- 3 april - Bosnienserbiske krigsförbrytaren Momčilo Krajišnik grips av franska och brittiska kommandotrupper i Pale i Bosnien och Hercegovina, för att ställas inför rätta i Haag, åtalad för folkmord.[1]
- 4 april - Armégeneralen Johan Hederstedt, född 1943 i  Nässjö, utses till Sveriges nye ÖB efter Owe Wiktorin som går i pension.[1]

### Maj
- 12 maj - Etiopien inleder ett massanfall mot Eritrea då FN och OAU misslyckats med sitt medlande i konflikten.[1]
- 20 maj - FN:s konferens om icke-spridning av kärnvapen avslutas i New York. USA, Kina, Ryssland, Frankrike och Storbritannien lovar att "otvetydigt" arbeta för att eliminera alla kärnvapen, om övriga 187 stater vid förhandlingsbordet inte utvecklar egna. I likhet med liknande avtal har man dock inte enats om tidsplan.[1]
- 22 maj - Den så kallade säkerhetszonen i södra Libanon, som Israel ockuperat i 22 år, kollapsar och shiamuslimska Hizbollahgerillan tar över ställningarna. Tusentals fördrivna libanesiska bybor börjar återvända hem.[1]

### Juni
- 12 juni - Etiopien accepterar en internationell fredsplan som Eritrea tidigare godkänt, och som skall sätta stopp för gränskriget. En säkerhetszon som sträcker sig 2.5 mil in i Eritrea skall upprättas och patrulleras av en FN-styrka.[1]
- 15 juni - Bofors säljs till amerikanska United Defense.[1]

### Juli
- 5 juli - Shanghaigruppen, med Ryssland, Kina och tre centralasiatiska republiker, fördömer USA:s planer på robotförsvaret NMD.[1]
- 7 juli - 50 amerikanska nobelpristagare publicerar på initiativ av Hans Berthe ett uppror där USA:s president Bill Clinton uppmanas stoppa robotförsvaret NMD.[1]

### Augusti
- 9 augusti - Lokalbefolkningen jublar då libanesiska trupper för första gången på drygt två decennier intar sina posteringar i södra Libanon.[1]

### September
- 1 september - USA:s president Bill Clinton skjuter upp frågan om ett utbyggt amerikanskt missilförsvar på framtiden, både Al Gore och George W. Bush förklarar att de inte kommer driva frågan under valrörelsen.[1]

### November
- 27 november - En rapport från Läkare utan gränser. från inbördeskrigets Tjejtenien visar att cirka 30 000 tjetjener är hemlösa, cirka hälften av dem i flyktingläger i granndelrepubliken Ingusjien, och totalt 10 sjukhus har bombats sönder under året, kvarvarande har brist på medicin, el och uppvärmning. Nattetid drar berusade ryska soldater runt och arresterar tjetjenska män, som släpps fria om släkten kan betala. Unga krigsherrar har tagit över efter de hedersstyrda klanerna, och tjänar pengar på handeln med vapen, narkotika och människor.[2]

### December
- 2 december - Mexikos president Vicente Fox drar tillbaka alla trupper från Chiapas i söder, då han vill se en lösning på konflikten med zapatistrebellerna. Sedan 1994 kämpar gerillan för jord, självbestämmande och kulturell frihet för Mexikos 10 miljoner indianer, av vilka många lever i stor fattigdom.[2]
- 3 december - Zapatisternas anonyme ledare "Marcos" lämnar djungeln i Mexiko och förklarar för pressen att han vill återuppta fredsförhandlingarna, och personligen skall leda en delegation till Mexico City i februari. Kraven är att militärbaserna som omger zapatistgerillan stängs, att 1996 års fredsavtal träder i kraft och att alla fängslade zapatistanhängare friges.[2]
- 12 - Eritrea och Etiopien sluter fred i det Eritreansk-etiopiska kriget genom ett avtal i Alger i Algeriet.

## Avlidna
- 15 januari - Željko "Arkan" Ražnatović, 47, jugoslavisk paramilitär ledare under Jugoslaviska krigen. (skjuten vid skottväxling på hotell i Belgrad).[1]
- 30 januari - Akl Hashim, libanesisk milisledare (dödad vid sprängattentat i södra Libanon).[1]

### Fotnoter
1. 1 2 3 4 5 6 7 8 9 10 11 12 13 14 15 16 17 18 19 20 21 22 23 24   När Var Hur 2001. Forum
2. 1 2 3   När Var Hur 2002. Forum